# UFC 167
UFC 167: St-Pierre vs. Hendricks fue un evento de artes marciales mixtas celebrado por Ultimate Fighting Championship el 16 de noviembre de 2013 en el MGM Grand Garden Arena en Las Vegas, Nevada.

## Historia
El evento conmemoró el 20 aniversario de la organización. El evento principal contó con una pelea por el campeonato de peso wélter de UFC entre el actual campeón Georges St-Pierre y el contendiente No.1 Johny Hendricks. La pelea coestelar de la tarjeta fue un combate de peso semipesado entre el ex Campeón de Peso Semipesado de UFC Rashad Evans y Chael Sonnen.
La pelea entre Frank Mir y Alistair Overeem estaba prevista para esta tarjeta, pero se trasladó a UFC 169.

## Resultados
1. ↑  Por el campeonato de peso wélter de UFC.

## Premios extra
Cada peleador recibió un bono de $50,000.
- Pelea de la Noche: Georges-St Pierre vs. Johny Hendricks
- KO de la Noche: Tyron Woodley
- Sumisión de la Noche: Donald Cerrone